# Dracy-le-Fort
Dracy-le-Fort település Franciaországban, Saône-et-Loire megyében. Lakosainak száma 1471 fő (2022. január 1.). Dracy-le-Fort Mellecey, Châtenoy-le-Royal és Givry községekkel határos.

## Népesség
A település népességének változása:
| Lakosok száma | 1293 | 1282 | 1342 | 1333 | 1395 | 1458 | 1458 | 1464 | 1471 |
|               | 2013 | 2015 | 2016 | 2017 | 2018 | 2019 | 2020 | 2021 | 2022 |